# Xã Clark, Quận Clay, Arkansas
Xã Clark (tiếng Anh: Clark Township) là một xã thuộc quận Clay, tiểu bang Arkansas, Hoa Kỳ. Năm 2010, dân số của xã này là 193 người.